# Karl Benoni
Karl Benoni, též Carl Benoni, případně Karel Bennoni (26. února 1848 Lanškroun – 1920 Mexiko), byl český podnikatel a předlitavský politik, činný posléze v Mexiku. Pocházel z rodu Benoniů s původem v Itálii.

## Rodové zázemí
Karl Benoni pocházel z rodiny se starou rodovou tradicí. Její původ je matrikově zpětně doložen až do konce 17. století, kdy do Čech ze severní Itálie přišel nejstarší známý představitel rodu Benoni a usadil se v Chrudimi. V pozdějších generacích se rod Benoni rozdělil na několik větví. Zatímco chrudimská větev se vlivem prostředí orientovala na české jazykové prostředí, lanškrounská větev se v převážně německy hovořícím Hřebečsku zcela přirozeně orientovala na německé jazykové prostředí.

## Ředitel skláren
Karl Benoni se velice brzy vyprofiloval jako schopný manažer. Sotva dvacetiletý začal řídit sklářskou výrobu v Rapotíně u Šumperka. S pomocí dobrých referencí pak získal místo ředitele sklárny v harrachovských sklárnách hraběte Harracha.Díky nashromážděnému majetku si mohl už ve svých 24 letech pořídit vlastní sklárnu v Temném Dole u Horního Maršova. Jeho sklárna zaměstnávala více než 400 dělníků. Každý rok vyrobila přes dvě tuny výrobků. Značná část šla na export. Dobré finanční zázemí Benonimu umožňovalo podporovat místní tělovýchovnou jednotu a žít čilým společenským životem. Jako úspěšný „glasfabrikant“ začal zájmy svého regionu zcela přirozeně hájit i na politické úrovni.

## Poslanec Českého sněmu
Poslancem Sněmu království Českého za venkovské obce soudních okresů Trutnovského, Hostinského, Maršovského a Žacléřského se stal v roce 1883, s mandátem na roky 1883–1889. I v poslanecké lavici se věnoval převážně hájení zájmů svého regionu. Velké politice se prakticky nevěnoval, byť v národnostně rozjitřené době samozřejmě podporoval zájmy německé menšiny. V lednu 1887 byl prohlášen za vystouplého. Šlo o projev politiky pasivní rezistence, kdy němečtí poslanci na protest proti nevyslyšení německých národnostních a jazykových požadavků zahájili faktický bojkot sněmu. V doplňovacích volbách v září 1887 zde místo něj byl zvolen Emil Fiedler.

## Podnikatelské aktivity v Mexiku
V roce 1886 Karl Benoni své sklárny v Temném Dole prodal. Hlavním důvodem byly místní opakované povodně řeky Úpy, které efektivní provoz komplikovaly. Zřejmě ještě v tomtéž roce přijal Benoni nabídku na spolupodílnictví v obchodním projektu na zpracování a prodej mexické kávy. S celou rodinou se odstěhoval do Mexika, kde se později stal úspěšným obchodníkem s dobytkem a také investorem do mexických železnic.
Když v roce 1920 zemřel, jeho pozůstalost měla hodnotu 40 milionů mexických dolarů (tj. cca 34 milionů tehdejších československých korun). Hledání potenciálních pozůstalých na jeho rodném Lanškrounsku vzbudilo v tehdejším Československu velké mediální pozdvižení.